# Ready or Not (Fugees)
Ready or Not is een nummer van de Amerikaanse R&B/hiphopgroep Fugees uit 1996. Het is de derde single van hun tweede studioalbum The Score. Het nummer bevat een sample uit "Boadicea" van Enya, en het refrein is gebaseerd op "Ready or Not Here I Come (Can't Hide from Love)" van The Delfonics.
Barack Obama heeft gezegd dat "Ready or Not" een van zijn favoriete nummers is. Het nummer werd een hit in Europa en Oceanië. In de Amerikaanse Billboard Hot 100 had het met een 69e positie echter niet zoveel succes. In de Nederlandse Top 40 was het goed voor de 3e positie en een Alarmschijf, en in de Vlaamse Ultratop 50 voor de 6e.
De Brits-Nederlandse danceact The Source maakte een remix van het nummer, die de 10e positie behaalde in de Nederlandse Top 40 en de 5e positie in het Verenigd Koninkrijk.
De Amerikaanse zangeres Bridgit Mendler maakte een 2013 ook een nummer genaamd Ready or Not, waarvan het refrein gebaseerd is op het nummer van de Fugees.